# Persone di nome Matthew/Attori
| Questa pagina contiene informazioni ricavate automaticamente dalle voci biografiche con l'ausilio del template Bio e di un bot. L'aggiornamento è periodico e automatico e ricostruisce completamente la pagina. Se manca una persona in questa lista, sei pregato di non aggiungerla, ma accertati piuttosto che la sua voce biografica contenga il template Bio e che i dati anagrafici siano correttamente compilati. Se il template Bio manca, inseriscilo tu stesso o, in alternativa, metti l'avviso {{tmp\|Bio}} che ne segnala la mancanza. Se i dati riportati sono sbagliati, correggi direttamente la voce biografica; le modifiche saranno visibili in questa lista entro pochi giorni. Per chiarimenti vedi il progetto antroponimi. La lista contiene solo le 83 persone che sono citate nell'enciclopedia e per le quali è stato implementato correttamente il template Bio. Pagina aggiornata al 22 lug 2025. |

Questa è una lista di persone presenti nell'enciclopedia che hanno il nome Matthew e sono attori.

## A(4)
- Matt Adler, attore statunitense (Los Angeles, n. 1966)
- Matthew Alan, attore statunitense (Evansville, n. 1978)
- Matthew John Armstrong, attore statunitense (Chicago, n. 1973)
- Matthew Ashford, attore statunitense (Davenport, n. 1960)

## B(10)
- Matt Barr, attore statunitense (Allen, n. 1984)
- Matthew Barry, attore statunitense (New York, n. 1962)
- Matthew Beard, attore britannico (Londra, n. 1989)
- Matthew Beard, attore cinematografico statunitense (Los Angeles, n. 1925 - Los Angeles, † 1981)
- Matt Bennett, attore statunitense (Massapequa, n. 1991)
- Matthew Bennett, attore, sceneggiatore e regista canadese (Toronto, n. 1968)
- Matt Berry, attore e musicista britannico (Bromham, n. 1974)
- Matt Bomer, attore statunitense (Webster Groves, n. 1977)
- Matthew Boulton, attore cinematografico e attore teatrale britannico (Lincoln, n. 1893 - Los Angeles, † 1962)
- Matthew Broderick, attore statunitense (New York, n. 1962)

## C(4)
- Matty Cardarople, attore statunitense (Exeter, n. 1983)
- Matthew Cohen, attore e regista statunitense (Miami, n. 1982)
- Matthew Cowles, attore, drammaturgo e insegnante statunitense (New York, n. 1944 - New York, † 2014)
- Matthew Currie Holmes, attore canadese (North Bay, n. 1974)

## D(7)
- Matthew Daddario, attore statunitense (New York, n. 1987)
- Matt Dallas, attore statunitense (Phoenix, n. 1982)
- Matt Damon, attore, produttore cinematografico e sceneggiatore statunitense (Cambridge, n. 1970)
- Matthew Davis, attore statunitense (Salt Lake City, n. 1978)
- Matthew Del Negro, attore e doppiatore statunitense (Mount Kisco, n. 1972)
- Matt Dillon, attore e pittore statunitense (New Rochelle, n. 1964)
- Matt Doran, attore australiano (Sydney, n. 1976)

## E(2)
- Matthew Edison, attore canadese (Ottawa, n. 1975)
- Matthew J. Evans, attore, regista e produttore cinematografico statunitense (San Luis Obispo, n. 1996)

## F(4)
- Matthew Fahey, attore e produttore televisivo statunitense (New Britain, n. 1990)
- Matthew Ferguson, attore canadese (Toronto, n. 1973)
- Matthew Fox, attore statunitense (Abington, n. 1966)
- Matt Frewer, attore e doppiatore canadese (Washington, n. 1958)

## G(4)
- Matthew Garber, attore britannico (Londra, n. 1956 - Londra, † 1977)
- Matthew Glave, attore statunitense (Saginaw, n. 1963)
- Matthew Goode, attore britannico (Exeter, n. 1978)
- Matthew Gray Gubler, attore, modello e regista statunitense (Las Vegas, n. 1980)

## J(1)
- Matt Jones, attore statunitense (Sacramento, n. 1981)

## K(2)
- Matthew Kelly, attore inglese (Urmston, n. 1950)
- Matthew Knight, attore canadese (Toronto, n. 1994)

## L(11)
- Matthew Laborteaux, attore e doppiatore statunitense (Los Angeles, n. 1966)
- Matt Lanter, attore, doppiatore e modello statunitense (Massillon, n. 1983)
- Matt Lauria, attore statunitense (Oak Lawn, n. 1982)
- Matthew Lawrence, attore statunitense (Abington, n. 1980)
- Matthew Le Nevez, attore australiano (Canberra, n. 1978)
- Matt Letscher, attore statunitense (Grosse Pointe, n. 1970)
- Matthew Lewis, attore britannico (Leeds, n. 1989)
- Matthew Lillard, attore statunitense (Lansing, n. 1970)
- Matt Lintz, attore statunitense (Fargo, n. 2001)
- Matt Long, attore statunitense (Winchester, n. 1980)
- Matt Lucas, attore britannico (Londra, n. 1974)

## M(11)
- Matthew MacCaull, attore canadese (Montréal, n. 1978)
- Matthew Marsden, attore e cantante britannico (Birmingham, n. 1973)
- Matthew Marsh, attore britannico (Londra, n. 1954)
- Matthew McConaughey, attore e produttore cinematografico statunitense (Uvalde, n. 1969)
- Matt McGorry, attore statunitense (New York, n. 1986)
- Matthew McGrory, attore statunitense (West Chester, n. 1973 - Los Angeles, † 2005)
- Matthew McNulty, attore britannico (Hannover, n. 1982)
- Matthew Floyd Miller, attore statunitense
- Matthew Modine, attore statunitense (Loma Linda, n. 1959)
- Matthew Morrison, attore, cantante e ballerino statunitense (Fort Ord, n. 1978)
- Matthew Moy, attore statunitense (San Francisco, n. 1984)

## N(2)
- Matt Nable, attore e ex rugbista a 13 australiano (Sydney, n. 1972)
- Matthew Needham, attore britannico (Kingston upon Thames, n. 1984)

## O(2)
- Matt O'Leary, attore statunitense (Chicago, n. 1987)
- Teo Olivares, attore statunitense (Medford, n. 1990)

## P(5)
- Matt Passmore, attore australiano (Brisbane, n. 1973)
- Matthew Perry, attore statunitense (Williamstown, n. 1969 - Los Angeles, † 2023)
- Ryan Phillippe, attore e regista statunitense (New Castle, n. 1974)
- Matthew Porretta, attore e doppiatore statunitense (Darien, n. 1965)
- Scott Porter, attore statunitense (Omaha, n. 1979)

## R(4)
- Matthew Rauch, attore statunitense (n. 1980)
- Matthew Raudsepp, attore canadese (Montréal, n. 1986)
- Matthew Rhys, attore britannico (Cardiff, n. 1974)
- Matt Ross, attore, regista e sceneggiatore statunitense (Greenwich, n. 1970)

## S(2)
- Matt Schulze, attore e modello statunitense (St. Louis, n. 1972)
- Matt Smith, attore britannico (Northampton, n. 1982)

## T(2)
- Matthew G. Taylor, attore canadese (Toronto, n. 1971)
- Matthew James Thomas, attore e cantante inglese (Buckinghamshire, n. 1988)

## U(1)
- Matthew Underwood, attore statunitense (Fort Pierce, n. 1990)

## W(5)
- Matthew Walker, attore e regista televisivo statunitense (Santa Monica, n. 1968)
- Matthew Waterhouse, attore britannico (Hertford, n. 1961)
- Matt Weinberg, attore statunitense (Los Angeles, n. 1990)
- Matt Willig, attore e ex giocatore di football americano statunitense (La Mirada, n. 1969)
- Greg Wise, attore britannico (Newcastle upon Tyne, n. 1966)